# Ritratto di Jean-Baptiste Belley
Il Ritratto di Jean-Baptiste Belley (Portrait de Jean-Baptiste Belley) è un ritratto a olio su tela dell'artista francese Anne-Louis Girodet de Roussy-Trioson, realizzato nel 1797.
Ritrae Jean-Baptiste Belley, un ex schiavo di Saint-Domingue che era stato eletto per servire nella Convenzione nazionale in seguito allo scoppio della rivoluzione francese. Egli si trova accanto a un busto dell'abolizionista francese Guillaume-Thomas François Raynal. La composizione ricorda il Ritratto di Chateaubriand dipinto dall'artista in seguito.

## Storia
L'opera venne esposta al Salone del 1798, svoltosi al Louvre di Parigi. All'inizio venne esposta con il titolo Portrait d'un nègre ("Ritratto di un negro"), ma la Società degli amici dei Neri, un gruppo di abolizionisti francesi, contestò l'uso del termine "negro", in quanto lo riteneva legato alla tratta negriera e allo schiavismo. Girodet, pertanto, gli cambiò titolo in Le citoyen Belley, ex-représentant des colonies ("Il cittadino Belley, ex rappresentante delle colonie").
Il quadro venne esposto a Tolone per qualche decennio, finché non venne acquistato dal Louvre nel 1828 per 3000 franchi, quando si credeva che si trattasse di un ritratto di Toussaint Louverture. Oggi fa parte della collezione della reggia di Versailles.
Un disegno di Girodet per questo ritratto, a inchiostro e gessetto nero, si trova all'istituto d'arte di Chicago, ed è stato acquistato tramite i fondi della fondazione Joseph e Helen Regenstein nel 1973.

## Descrizione
In questo quadro Girodet evoca le tensioni dell'epoca. Belley, in piedi, indossa l'uniforme dei membri della Convenzione e la sua posa è rilassata ed elegante, come in molti ritratti dei politici della rivoluzione francese. Lo sfondo è un paesaggio tropicale. Il suo gomito poggia su un busto del filosofo Guillaume-Thomas François Raynal (1713–1796), autore della Storia filosofica e politica degli stabilimenti, e del commercio degli Europei nelle due Indie (1770). Raynal, che era appena morto, era stato un sostenitore dell'abolizione della schiavitù.